# Péré (Altos Pirenéus)
Péré é uma comuna francesa na região administrativa de Occitânia, no departamento dos Altos Pirenéus. Estende-se por uma área de 4,71 km². Em 2010 a comuna tinha 59 habitantes (densidade: 12,5 hab./km²).